# Секкер, Томас
Томас Секкер (англ. Thomas Secker; Сибторп, Ноттингемшир, 1693 — Ламбет, 3 августа 1768) — епископ Бристольский (1734—1737), епископ Оксфордский (1737—1758), 86-й архиепископ Кентерберийский (1758—1768).

## Биография

### Ранние годы
Томас Секкер был вторым из троих детей Томаса Секкера, внука мясника из Марстона (Линкольншир) и его третьей жены Эбигейл Брау, дочери богатого фермера из Ноттингемшира. Отец Секкера был бедным йоменом и нонконформистом, надеялся увидеть своего сына священником-диссентером, но умер в 1700 году. С 1699 года маленький Томас жил в Честерфилде в семье своей единокровной сестры Элизабет и её мужа Ричарда Милнса, посещал бесплатную школу. В 1708 году он поступил в диссентерскую академию в Аттерклиффе неподалёку от Шеффилда, но остался недоволен уровнем преподавания в этом заведении. Проживая в Аттерклиффе, Секкер познакомился с будущим лордом-канцлером Ирландии Джоном Баузом, а с 1710 года жил в лондонском доме его отца, получив в дополнение к своим познаниям в древнегреческом и латыни навыки в геометрии, алгебре и французском языке, а также штудировал «Опыт о человеческом разумении» (Essay Concerning Human Understanding) Джона Локка и познакомился со своим соседом, известным нонконформистским богословом Исааком Уоттсом, который порекомендовал ему для продолжения образования академию диссентера Сэмюэля Джонса в Глостере. Там Секкер улучшил уровень владения древними языками, добавив к ним иврит, халдейский и сирийский, а также изучал логику и математику. В 1713 году Джонс перевёл свою академию в Тьюксбери (Глостершир), но уровень образования в ней снизился, в 1714 году Секкер оставил академию и вернулся в Честерфилд.
Обучаясь в академии Джонса, Томас начал переписку с Джозефом Батлером, которая продолжалась в последующие годы. К 1715 году Секкер жил в Лондоне, изучая труды Евсевия Кесарийского и Уильяма Уистона, находившиеся в центре религиозных диспутов сторонников и противников церкви Англии. Видимо, в этот период возникли сомнения Секкера в истинности нонконформистских учений.
В 1716—1717 годах Секкер изучал анатомию у известного хирурга и атеиста Уильяма Чезелдена, в 1718—1721 годах изучал диссекцию в парижском госпитале для бедных Сальпетриер, не оставляя всё это время и своих занятий богословием.

### Оксфорд, церковь, политика
В 1721 году Томас Секкер вернулся в Англию и поступил в Экзетер-колледж Оксфордского университета (очевидно, не позднее этого момента он отказался от диссентерских убеждений, поскольку для зачисления в Оксфорд требовалось письменное признание истинности 39 статей англиканского вероисповедания). В 1722 году Секкер получил степень бакалавра искусств, а позднее в том же году епископ Дарэмский Тэлбот посвятил его в диакона церкви Святого Джеймса на Пикадилли в Лондоне. В 1723 году тот же епископ Тэлбот посвятил Секкера в сан священника в том же соборе, позднее Томас уехал в Дарэм в качестве капеллана епископа Тэлбота, а в 1724 году был назначен ректором церкви в Хотон-ле-Спринг недалеко от Дарэма. В том же году Секкер получил в Оксфорде степень магистра искусств.
В 1732 году Томас Секкер был назначен королевским капелланом благодаря известности в обществе, которую принесло ему чтение проповедей (в новой должности он обращался порой к королевскому двору Георга II и Каролины). В 1733 году Секкер стал ректором церкви Святого Джеймса на Пикадилли в Лондоне, сохранив за собой и Райтонский приход. В новой должности он продемонстрировал и свои деловые способности, приведя в порядок финансовую отчётность прихода, и продолжал чтение проповедей.
В 1734 году по инициативе Георга II Секкер был возведён в епископское достоинство и занял Бристольскую кафедру, где также в первую очередь занялся изучением финансового положения епархии, а затем принялся объезжать приходы для знакомства с положением дел на местах.

В 1737 году он стал епископом Оксфордским; с 1738 года объезжал епархию, и его опросные листы и письма духовенству представляют собой важный источник информации о церковной жизни того периода (ответы священников публиковались в печати). Секкер совершил пять пастырских визитов в период с 1738 по 1753 год, добиваясь от священников тщательного исполнения их обязанностей. Всё время пребывания в епископских должностях он сохранял за собой пребенду Дарэмского собора и место ректора церкви Святого Джеймса (до 1750 года), поскольку обе его епископские кафедры считались бедными в финансовом отношении. Большую часть времени он проводил в Лондоне, продолжая читать проповеди и достойно исполняя обязанности приходского священника.
В числе прихожан Секкера как настоятеля церкви Святого Джеймса состоял принц Уэльский Фредерик, и в лондонском обществе распространялись недостоверные слухи, будто ректор в присутствии принца лично читал проповедь на тему пятой заповеди («Почитай отца твоего и матерь твою, как повелел тебе Господь, Бог твой, чтобы продлились дни твои, и чтобы хорошо тебе было на той земле, которую Господь, Бог твой, дает тебе»), когда Фредерик с 1737 года находился в конфликте с Георгом II. Секкер отрицал этот факт и утверждал, что его отношения с сыном короля были корректными (он крестил семерых из девяти детей Фредерика), но не слишком близкими, и он не пытался оказывать влияние на поступки высокопоставленного прихожанина.
В качестве епископа Секкер стал членом Палаты лордов, и до конца 1740-х годов регулярно посещал заседания палаты, оставив множество собственноручных записей дебатов, послуживших позднее Уильяму Коббету одним из источников парламентской истории. Вопреки позиции правительства, в 1736 году Секкер вместе со всеми епископами голосовал против билля, облегчавшего положение квакеров, в 1739 — против договора Пардо с Испанией по вопросам контрабанды, Асьенто и свободы мореплавания, в 1742 — за создание комитета по расследованию действий британского командования в войне с Испанией, а также в ряде других случаев в последующие годы. Будучи сторонником вигов, считал полезным включение в состав правительства «лучших» тори.
В 1750 году Секкер стал деканом собора Святого Павла, после чего оставил Дарэмскую пребенду и должность ректора церкви Святого Джеймса. Король санкционировал назначение, поскольку пришёл к этому времени к убеждению, что Секкер отказался от политической поддержки оппозиции. В качестве декана Томас систематизировал архив собора и сумел обеспечить необходимые ремонтные работы.
В 1749—1755 годах Секкер поддерживл Томаса Чёрча в его дискуссии с Коньерсом Миддлтоном по вопросу о существовании чудес после времён апостолов, а также содействовал библеисту Бенджамину Кенникотту в его работе по собиранию древнееврейских рукописей и поддерживал научный метод изучения Библии вопреки мнению последователей Джона Хатчинсона.

### Архиепископ Кентерберийский
21 апреля 1758 года Томас Секкер стал архиепископом Кентерберийским (Георг II санкционировал назначение, только убедившись, что тот более не причастен к оппозиции). В 1760 году отношения архиепископа с монархом ещё более улучшились, поскольку престол занял внук Георга II Георг III, которого Секкер в своё время крестил. В 1761 году Секкер провёл обряд венчания нового короля с Шарлоттой Мекленбург-Стрелицкой, а позднее в том же году — провёл коронацию. В период архиепископата Секкера центром религиозной жизни страны стал Ламбетский дворец, в котором хозяин принимал большое количество священнослужителей и аристократов. По распоряжению Секкера библиотекарь Ламбетского дворца Эндрю Дюкарелл систематизировал архивы, оставшиеся от архиепископов прошлого, но деятельность самого Секкера ныне также подробно освещена в документах этого архива.
Секкер активно взаимодействовал с архиепископом Йоркским Робертом Драммондом в управлении Фондом королевы Анны, финансировавшем бедное духовенство, и в других направлениях, затрагивающих общецерковные интересы. При этом он резко сократил своё участие в парламентской работе и стремился сгладить озабоченность части общества чрезмерно усилившейся властью церкви. Тем не менее, в 1765 году он выступил в Палате лордов против отмены брачного законодательства 1753 года, которым был введён единый обряд венчания. При содействии Объединённого общества распространения Евангелия за рубежом Секкер ещё с 1741 года добивался учреждения епископских кафедр в Американских колониях.
Характерной особенностью архиепископата Томаса Секкера стало его стремление оказывать помощь протестантам, подвергавшимся гонениям в странах Европы. Он сделал всё возможное для распространения в Англии информации о резне протестантов в Торне в 1757 году и для оказания протестантской общине этого города финансовой помощи для восстановления здания церкви. В 1767—1768 годах он организовал кампанию помощи общине вальденсов и венгерским протестантам, помогал гугенотам и во Франции, и эмигрантам из числа гугенотов в Лондоне.
Томас Секкер умер в Ламбетском дворце 3 августа 1768 года и был похоронен в крытом переходе между дворцом и северным входом в Ламбетскую церковь.

### Семья
В 1725 году Томас Секкер женился на Кэтрин Бенсон (церемонию провёл епископ Тэлбот в Лондоне), семья Секкеров продолжала жить по соседству с семьёй Тэлботов и в Лондоне, и в Хотон-ле-Спринг, где Секкер исполнял не только обязанности сельского священника, но также использовал свои медицинские навыки для помощи прихожанам. Из-за ухудшившегося состояния здоровья миссис Секкер Томас добился места ректора церкви в Райтоне (Тайн-энд-Уир) и третьей пребенды в Дарэме, а затем супруги переехали Бат и в Лондон, где оставались до 1728 года.